# Roland Bertin
Roland Bertin (Parigi, 16 novembre 1930 – Pont-l'Abbé, 20 febbraio 2024) è stato un attore francese.

## Biografia
Roland Émile Bertin nacque a Parigi il 16 novembre 1930. 
Nel 1955 partecipò alla fondazione del Théâtre Dijon-Bourgogne con Jacques Fornier, rimanendo nella compagnia per nove anni. Recitò sotto la direzione di Roger Planchon, Jorge Lavelli, Patrice Chéreau, Luca Ronconi e Claude Régy.
Nel 1982, si unì alla Comédie-Française, di cui fu membro dal 1983 al 2001. Vi eseguì un vasto repertorio di opere teatrali diverse: Madre Coraggio e i suoi figli di Bertolt Brecht, Don Giovanni o Il convitato di pietra di Molière, Il balcone di Jean Genet, I Summerers di Maksim Gor'kij e Lei è lì di Nathalie Sarraute. Nel 2002 fu nominato membro onorario.
Nel 2005-2006 recitò sotto la direzione di Dominique Pitoiset in La tempesta di William Shakespeare, e di Yves Beaunesne in Zio Vanja di Anton Čechov e nella Principessa Maleine di Maurice Maeterlinck.
Al cinema, apparve in particolare in Diva di Jean-Jacques Beineix, L'uomo ferito di Patrice Chéreau e Cyrano de Bergerac di Jean-Paul Rappeneau. Inoltre, il suo aspetto imponente lo portò a interpretare figure autoritarie in diverse occasioni come ad esempio un poliziotto in Le Pull-over rouge e La Femme flic nel 1979 e nel 1980, poi di nuovo nel 1982 in L'Indiscrétion, oppure un membro del parlamento e un alto funzionario pubblico in Una donna due passioni e Morti sospette e infine un giudice nel 1993 in L'ombra del dubbio e nel 1994 in Lumière noire e giudice presidente di Sous les pieds des femmes nel 1997.
Nel 2007 recitò in L'Ignorant et le Fou di Thomas Bernhard al teatro Athénée Louis-Jouvet.
Morì a Pont-l'Abbé il 20 febbraio 2024 all'età di 93 anni.

## Filmografia parziale
- Il teatrino di Jean Renoir (Le petit théâtre de Jean Renoir), regia di Jean Renoir (1970)
- Il clan dei francesi (Les caïds), regia di Robert Enrico (1972)
- Stavisky il grande truffatore (Stavisky...), regia di Alain Resnais (1974)
- Un'orchidea rosso sangue (La chair de l'orchidée), regia di Patrice Chéreau (1975)
- L'affare della Sezione Speciale (Section spéciale), regia di Costa-Gavras (1975)
- Maîtresse, regia di Barbet Schroeder (1976)
- Tortura (Gloria mundi), regia di Nikos Papatakis (1976)
- Mr. Klein, regia di Joseph Losey (1976)
- La gang del parigino (Le gang), regia di Jacques Deray (1977)
- Vivere giovane (Violette & François), regia di Jacques Rouffio (1977)
- Le couple témoin, regia di William Klein (1977)
- Madame Claude, regia di Just Jaeckin (1977)
- Una donna due passioni (La part du feu), regia di Etienne Périer (1978)
- Morti sospette (Un papillon sur l'épaule), regia di Jacques Deray (1978)
- Les Sœurs Brontë, regia di André Téchiné (1979)
- Le pull-over rouge, regia di Michel Drach (1979)
- La femme flic, regia di Yves Boisset (1980)
- Diva, regia di Jean-Jacques Beineix (1981)
- L'assassino che passa (Un assassin qui passe), regia di Michel Vianey (1981)
- La Truite, regia di Joseph Losey (1982)
- L'uomo ferito (L'homme blessé), regia di Patrice Chéreau (1983)
- Charlotte for Ever, regia di Serge Gainsbourg (1986)
- Cyrano de Bergerac, regia di Jean-Paul Rappeneau (1990)
- Il marito della parrucchiera (Le mari de la coiffeuse), regia di Patrice Leconte (1990)
- L'ombra del dubbio (L'ombre du doute), regia di Aline Issermann (1993)
- Pas très catholique, regia di Tonie Marshall (1994)
- Bernie, regia di Albert Dupontel (1996)
- Olé!, regia di Florence Quentin (2005)
- Enfermés dehors, regia di Albert Dupontel (2006)
- Bienvenue parmi nous, regia di Jean Becker (2012)